# Lisa Unruhová
Lisa Unruhová (* 12. dubna 1988 Berlín) je německá reprezentantka v lukostřelbě, aktivní od roku 2006. Je členkou klubu BSC BB-Berlín. V roce 2007 získala titul mistryně Evropy v individuální soutěži, na mistrovství světa v halové lukostřelbě byla druhá v soutěži družstev v roce 2007 a vyhrála soutěž žen v roce 2016. Je mistryní světa v terénní lukostřelbě z roku 2014, byla členkou vítězného družstva na ME v halové lukostřelbě 2015 a na Letních olympijských hrách 2016 získala stříbrnou medaili v soutěži žen. Vyhrála terénní lukostřelbu na Světových hrách 2017. Je držitelkou vyznamenání Silbernes Lorbeerblatt.